# 松崎亜希子
松崎 亜希子（まつざき あきこ、1980年11月10日 - ）は、日本の女性声優、舞台女優。フリー。東京都出身。

## 来歴
学生時代から演劇部に所属しており、「とにかく芝居をやりたい」とずっと思っていた。その前から、ナレーションにも興味があり、勉強していたが、「舞台がやりたいんだったら舞台でいけ」、「声優がやりたいんだったら声優の事務所に行け」のような風潮がいまいち消化できなかった。「どうしたらいいんだろう?」と思いながらも、「舞台が好きだから」と舞台活動をしていた。しかし一度、芝居をやりたいのかどうかが分からなくなり、芝居から離れていた時期もあった。それで、資格を取ったり、色々なことをしていたが、「やっぱり芝居がやりたい」と思い、自分でプロデュース集団を立ち上げた。その後、「やっぱり芝居がやりたいんだ」と思った時に、「乙女企画クロジ☆」を発足するという話になった。その時に「だったら、ちゃんとしたものを持っていないとダメだな」、「名刺がわりじゃないけど、ちゃんとした何かを持っていないと、私たちの団体がバカにされてしまう」と思い、「事務所に入ろう」、「私、事務所に入ります」と決めて、元氣プロジェクトに所属していた。
福圓美里と演劇ユニット「クロジ」を結成している。

## 人物
趣味は読書・観劇。特技は獅子舞・お囃子・未来的皮算用。
養成所時代のあだ名は「おかん」。
青島（チンタオ）ビールをアオシマビールと読んだ事から、『NHKにようこそ!』の収録現場では「青島（あおしま）」と呼ばれていた。
同性に人気があり、小学校時代には松崎と同じ班になりたい者どうしで争いが起きた。
女子大時代、バレーの試合を見た女子からファンクラブを作られた。ちなみにその試合時の松崎は審判をやっていた。
巨乳のために肩こりがひどく、鉄板が入ったような固い肩を持つ。

## 出演作品

### テレビアニメ
2005年
- 南の島の小さな飛行機 バーディー（フライ）

2006年
- NHKにようこそ!（加瀬のどか、おばさん、主婦B、ひきこもり星人）
- パッタ ポッタ モン太（コンゴ、モンゴロウ）
- 吉宗（宙太 他）
- ラブゲッCHU 〜ミラクル声優白書〜（少年A）

2007年
- 銀河鉄道物語 〜永遠への分岐点〜（ゴンザ）
- ひぐらしのなく頃に解（主婦、老婆、村人）

2008年
- のらみみ（コタ郎の弟）
  - のらみみ2（チュウ太）

2009年
- RIDEBACK -ライドバック-（女学生）

### 劇場版アニメ
- 劇場版 NARUTO -ナルト- 大激突!幻の地底遺跡だってばよ

### デジタルコミック
- ようこそ、ちるカフェへ！（2024年、小さいちるお[10]）

### ラジオ
- 有限会社チェリーベル 劇団松井リトル松井第二次メンバー
- 乙女っ子倶楽部
- クロジカン☆ - モバイル文化放送

### 舞台
- メトロポリスプロジェクト
  - じゃあいっそチュッパチャプス
- ピーPルハット★プロデュース
  - 時よ流れよ
- 東京桜組
  - 燕のいる駅
- マオティーズインディアン
  - 梨園（沢村律子）
- 演劇企画CRANQ
  - ソープオペラ（杉本恵美子）
  - 絢爛とか爛漫とか〜モダンガール版〜（2012年2月1日 - 5日、ザ・ポケット）
  - 3rd STAGE「止むに止まれず！」（2015年2月10日 - 15日、ザ・ポケット）[11]
- Sugar Village
  - ふたり と いつつの ものがたり

#### クロジ
- 第一回公演「壊れた玩具」（2005年1月28日 - 30日、ザムザ阿佐谷） - アリカ 役
- 第二回公演「ルームメイト」（2005年12月1日 - 4日、武蔵野芸能劇場） - 千恵子 役
- 第三回公演「CANDY☆LOVE 〜届けあたしの怨み節〜」（2006年7月7日 - 9日、コア石響）
- 第四回公演「浪漫女優」（2007年1月26日 - 28日、武蔵野芸能劇場）
- 第五回公演「アニメ大国ニッポン」（2007年8月24日 - 26日、TACCS1179）
- 第六回公演「桜屋敷の三姫」（2008年4月25日 - 27日、新宿シアターモリエール）
- 第七回公演「僕の愛した冒険」（2008年12月25日 - 28日、新宿シアターモリエール） - 田中ユミコ 役
- 第十回公演「異説 金瓶梅」（2012年4月26日 - 30日、シアターサンモール）